# 原鱷屬

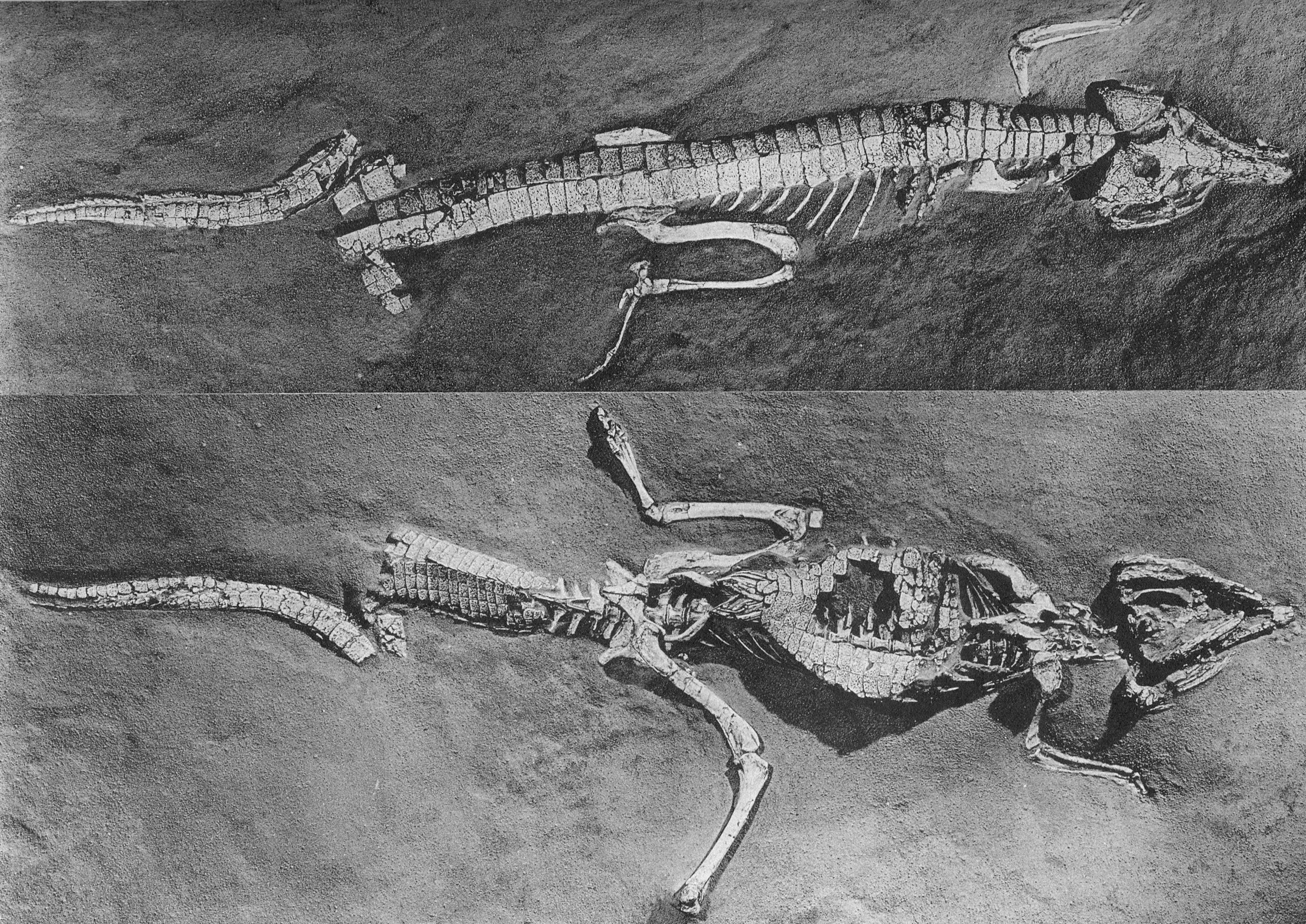
P. richardsoni的化石（編號AMNH 3024）

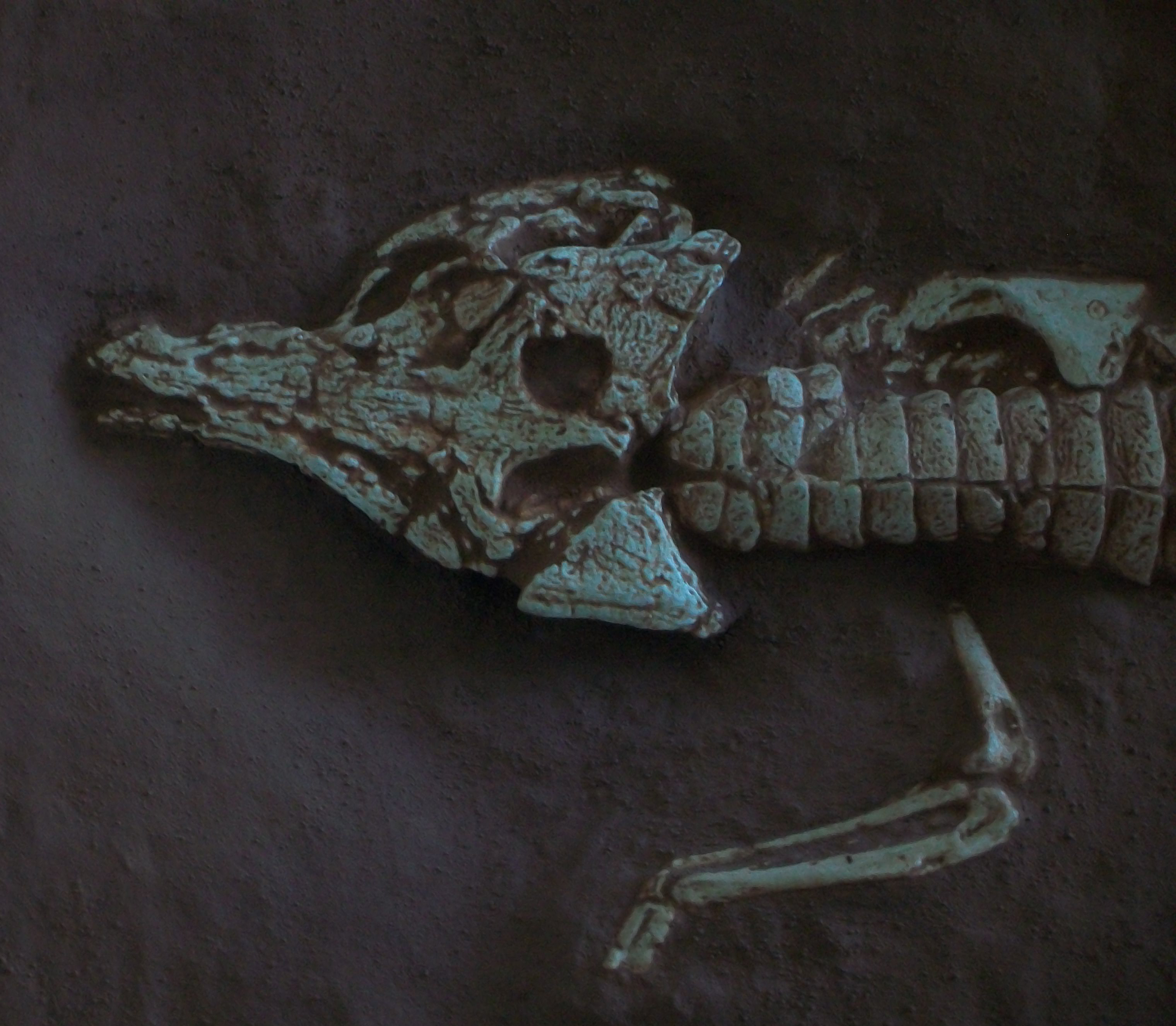
編號AMNH 3024標本的頭顱骨

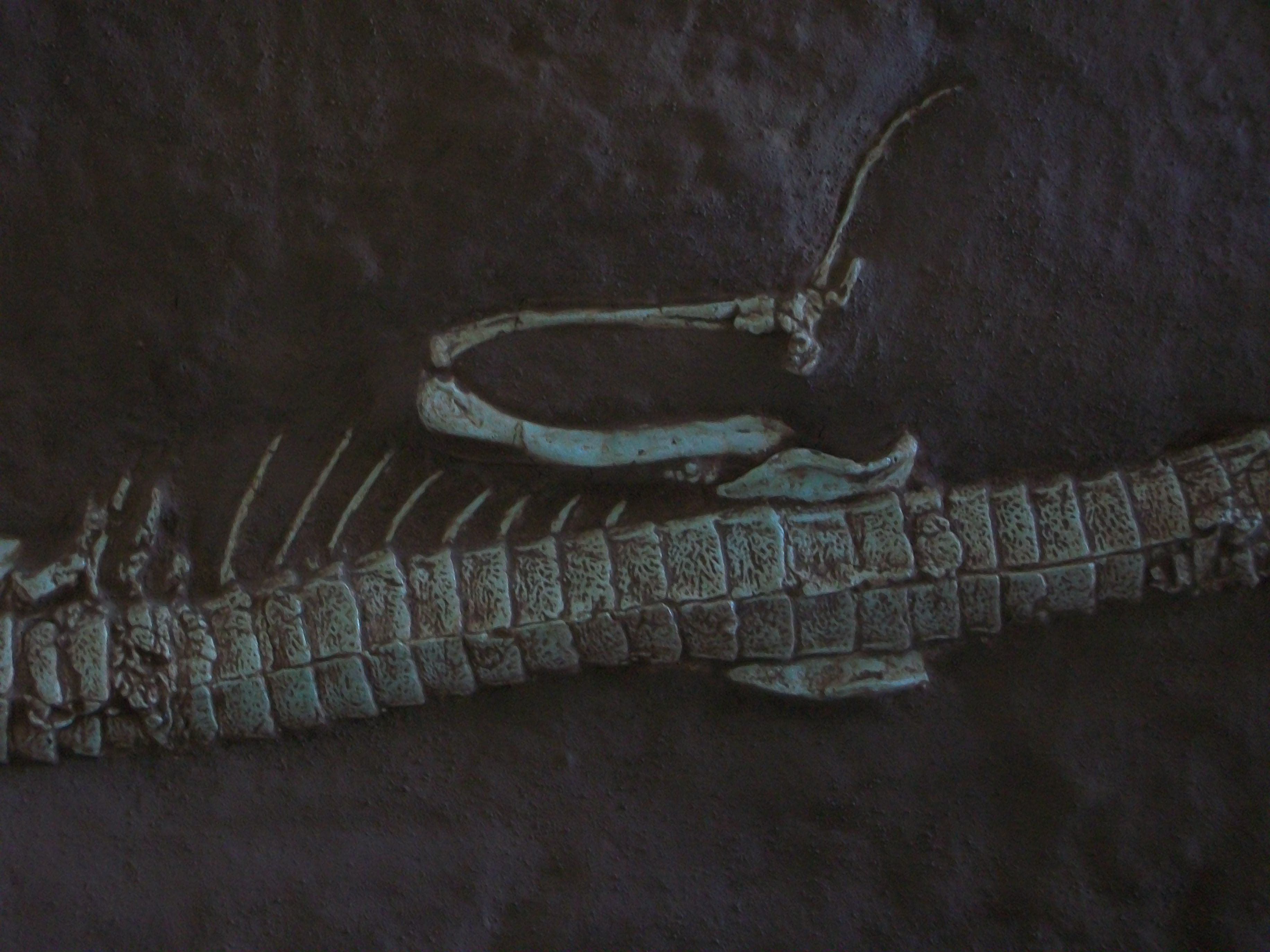
編號AMNH 3024標本的骨盆與後肢

原鱷屬（學名：Protosuchus），意思是“第一種鱷類”，是肉食性鱷形超目的一屬，生存於侏儸紀早期。原鱷身長為1公尺，重達40公斤。
身為早期鱷類，牠的頭顱特徵比較像鱷類，而非牠們的早期祖先；牠擁有短口鼻部，下頜與頭顱連結的部分寬廣，形成大表面，讓下頜肌肉附著在上面。這讓嘴部形成極大的張口，嘴部緊閉時極大的力量。這動物的齒列也類似現代鱷魚，包括嘴部緊閉時，下頜牙齒與上頜牙齒的凹槽咬合。牠們也擁有強壯的尾巴，較晚後代的尾巴演化成在水中的推進裝置。

## 種
原鱷屬有三種被描述、命名：模式種P. richardsoni發現於美國亞利桑那州、P. micmac發現於加拿大新斯科細亞、P. haughtoni發現於南非與南極。